# Juan Ginés de Sepúlveda

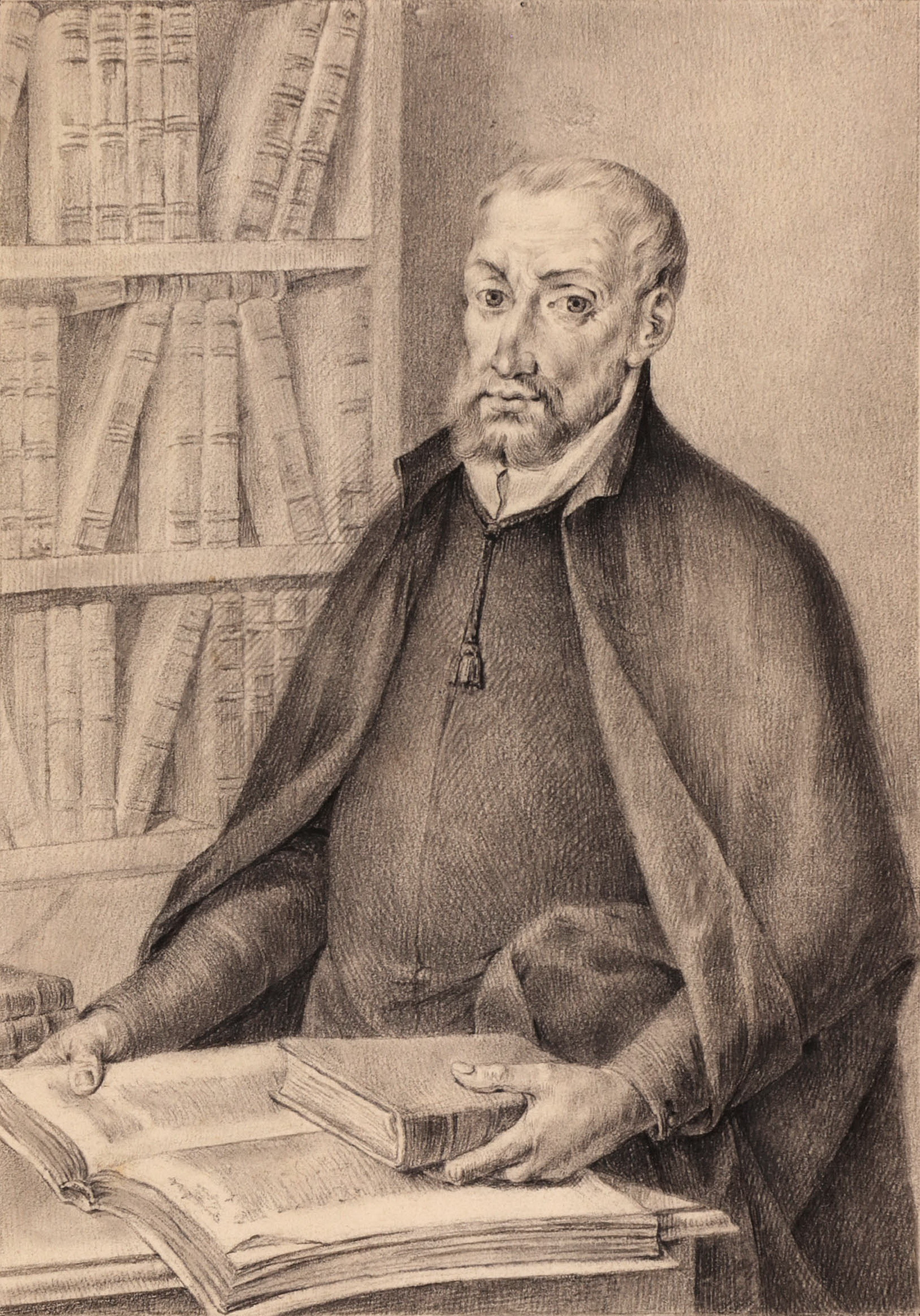
Juan Ginés de Sepúlveda

Juan Ginés de Sepúlveda (ur. 1490 w Pozoblanco w regionie Kordoby, zm. 17 listopada 1573) – hiszpański teolog, humanista i kronikarz, znawca filozofii antycznej, autor pierwszych tłumaczeń dzieł Arystotelesa z łaciny na język hiszpański; obecnie znany przede wszystkim ze swojej kontrowersji z Bartolomé de Las Casas, która miała miejsce na przełomie lat 1550-1551 w Valladolid.

## Życiorys

### Lata młodości
Juan Ginés de Sepúlveda przyszedł na świat w małej andaluzyjskiej miejscowości, Pozoblanco, najprawdopodobniej w 1490 r. Swoją karierę akademicka rozpoczął na Uniwersytecie w Kordobie, gdzie studiował nauki humanistyczne. Od 1510 był związany z Uniwersytetem w Alcalá de Henares, na którym to kształcił się z dziedziny filozofii i sztuki, a jednym z jego wykładowców był znany przeciwnik nauk Erazma z Rotterdamu, Sancho Carranza de Miranda, który znacznie wpłynął na jego późniejsze poglądy. W Alcalá de Henares z ramienia władz uczelnianych Juan de Sepúlveda otrzymał stypendium naukowe, aby móc kontynuować swoją edukację pod okiem najlepszych erudytów włoskiego humanizmu.
Przeniósł się do Bolonii, gdzie w 1515 r. podjął się kształcenie w studium San Clemente pod opieką wybitnego znawcy nauk klasycznych i autorytetu z tematyki biografii i twórczości Arystotelesa, Pietra Pomponazziego. W tym okresie opanował do perfekcji znajomość łaciny, a dzięki inicjatywie swojego mentora, zaczął się interesować filozofią Stagiryty i podejął się tłumaczenia jego najważniejszego dzieła, Polityki, na język hiszpański. Dodatkowo w przeciągu lat spędzonych w Bolonii miał możliwość poznania takich osobistości jak Albert Pío, Cayetano Aldo Manucio, papież Hadrian VI, czy jego następca, Klemens VII, których wpływ na rozwój osobisty późniejszego kronikarza i autora wielu dziel filozoficznych był niezaprzeczalny. Studia w San Clemente ukończył uzyskując podwójny doktorat z Teologii i Sztuki, w ciągu tych lat zdołał też zdobyć uznanie włoskich i europejskich kręgów naukowych, gdzie dał się poznać jako specjalista z dziedziny filozofii antycznej z ukierunkowaniem na nauki Arystotelesa.
Po ukończeniu studiów w 1523 r. przeniósł się do Rzymu, gdzie podejął pracę jako wykładowca filozofii moralnej przy papieskim wydziale teologicznym. W 1527 r. był tam świadkiem gwałtownych wydarzeń zbrojnych, zwanych Sacco di Roma, polegających na brutalnym zdobyciu i złupieniu miasta przez armie niemiecko − hiszpańską pod dowództwem Karola V. W wyniku tych okoliczności, Sepúlveda został zmuszony do ucieczki ze stolicy zagrożonej dalszymi zamieszkami i udał się do Neapolu, gdzie też został do czasu uspokojenia się sytuacji. Na powrót do Rzymu zdecydował się rok później, tj. w 1528 r. Wrócił w towarzystwie Francisca de Quiñones, z którym to pośredniczył w rozmowach pomiędzy Karolem V i nowo wybranym papieżem, Klemensem VII, mających na celu załagodzenie konfliktu. W tym samym czasie otrzymał zaproszenie na koronację papieską Klemensa, która miała mieć miejsce w Bolonii, mieście położonym niecałe 400 km na północ od Rzymu. Po zakończonych uroczystościach koronacyjnych, Sepúlveda podejął decyzję o zostaniu w Bolonii na dłużej i zamieszkał tam do roku 1534, który przyniósł informację o śmierci papieża.
Dwa lata później, już w 1536 r. spotkał się w Rzymie z Karolem V i zaakceptował jego propozycję powrotu na Półwysep Iberyjski i awansu na pozycję oficjalnego kronikarza i kapelana Hiszpańskiego Imperium Kolonialnego. Dodatkowo, będąc już na dworze Karola V, został również mianowany nauczycielem następcy tronu, Filipa II, któremu udzielał lekcji historii i łaciny. W tym etapie życia Sepúlveda owocnie łączył swoje obowiązki w stolicy z licznymi powrotami do rodzinnego Pozoblanco i praca naukową.

### Kontrowersja w Valladolid i poglądy na temat podboju Ameryki
Spokojne życie pomiędzy dworem królewskim, a podróżami do Pozoblanco, zostały zakłócone w połowie lat 40. XVI wieku, kiedy to rozpoczął się jego konflikt ideologiczny z Bartolomé de las Casas. Sprawą sporną był podbój Nowego Świata i problematyczne pytanie, czy faktycznie był on zgodna z europejskim prawem chrześcijańskim. Zdania na ten temat w całym społeczeństwie iberyjskim w tamtym okresie były wyraźnie podzielone.
Z jednej strony ukształtowała się grupa obrońców idei zbrojnego podporządkowania Ameryki i ich też reprezentował Sepúlveda. Według niego zbrojna ingerencja była jedyną skuteczna metodą, aby szybko podporządkować tamtejsze tereny pod władzę Królestwa Kastylii i Aragonii i tym samym definitywnie przerwać krwawe ceremonie składania ludzi w ofierze i kanibalizmu praktykowane masowo przez kultury Indian prekolumbijskich. Było to konieczne nie tylko przez wzgląd na przyszłą chrystianizację, ale również z humanitarnego punktu widzenia. Z poglądem tym jednakże nie zgadzała się znaczna część zakonników, która uczestniczyła w budowaniu systemu kolonialnego w Nowym Świecie. Wśród nich znajdował Las Casas, który twierdził, że podbój Nowego Świata z użyciem siły nie miał nic wspólnego z deklarowaną chęcią katechizacji, a był raczej wyprawą łupieżczą, dodatkowo charakteryzującą się wyjątkowym bestialstwem i okrucieństwem ze strony konkwistadorów względem Indian.
Spór teoretyczny między Sepúlvedą i Las Casasem, dwoma najbardziej widocznymi reprezentantami danych poglądów, toczący się na przeciągu kilka lat poprzez publikacje traktatów odnoszących się do tematów zbrojnej konkwisty, systemu kolonialnego i praw Indian, miał swój punkt kulminacyjny w latach 1550/1551, kiedy to Karol V zwołał cykl spotkań w Valladolid, aby osobiście wysłuchać przeciwstawnych opinii.
Miejscem zjazdu został ogłoszony klasztor San Gregorio, a do pierwszych posiedzeń doszło ostatecznie na przełomie sierpnia i września 1550 r. Karol V do uczestnictwa w kontrowersji zaprosił nie tylko samych zainteresowanych, ale również kilku uczestników postronnych, którzy mieli za zadanie wysłuchanie mówców i pomoc w podjęciu decyzji co do tego, który z nich miał rację. Do publiczności należało czterech znanych zakonników i zarazem aktywnie działających teologów: Domingo de Soto, Bartolomé de Carranza, Melchor Cano i Pedro de la Gasca (zastępuje on Melchora Cano w trakcie sesji).
Pierwsza, jesienna sesja trwała dokładnie tydzień i wtedy to też po raz pierwszy Sepúlveda spotykał się osobiście z Bartolomé de Las Casas. Na spotkaniu najpierw zabrał głos Sepúlveda, który to przedstawił swoje poglądy w sposób uporządkowany i sprecyzowany w przeciągu zaledwie trzech godzin. Następnie kontynuował Las Casas, któremu udało się doprowadzić do końca swoje przemówienie dopiero siódmego dnia od otwarcia sympozjum. Po pierwszym tygodniu sesja została zawieszona, aby słuchacze mogli zapoznać się z dokumentacja z obydwóch wypowiedzi i rozważyć racje mówców.
Druga sesja odbyła się dopiero na wiosnę 1551, ale nie miała już ona takiego oddźwięku jak ta pierwsza i prawdopodobnie nie udało się zebrać już wszystkich uczestników. Obecnie nie wiemy również, czy został wybrany zwycięzca wcześniejszej dysputy.
Znaczenie kontrowersji w Valladolid na późniejszy rozwój poglądów na temat podboju i kolonizacji Ameryki jest niezaprzeczalne. Wtedy to po raz pierwszy w historii ludzkości przeprowadzono wewnętrzną autokrytykę działań królestwa, ponieważ Hiszpanie oficjalnie mieli możliwość zakwestionowania słuszności decyzji swojego monarchy. Był to również punkt przełomowy w drodze do współczesnych praw człowieka, których Las Casas był jednym z pierwszych promotorów.

### Ostatnie lata życia
Po 1551 życie Sepúlvedy wróciły na spokojne tory umysłowej pracy twórczej i na przebywanie pomiędzy dworem królewskim, a Andaluzją. Z biegiem lat kronikarz coraz więcej czasu widocznie spędzał na rodzinnej posesji Pozoblanco, gdzie też umiera 17 listopada 1573 r.

## Twórczość
Do twórczości Sepúlvedy należą dzieła o tematyce zarówno politycznej, biograficznej, teologicznej jak i historycznej. Ponadto, dużą część swojego życia poświęcił tłumaczeniom z greki na łacinę i język hiszpański i chodziło tutaj przede wszystkim o filozofię Arystotelesa.
Do najważniejszych tytułów, które mieszczą się w ramach jego zainteresowań politycznych należy przede wszystkim Demokrates Pierwszy (1535), w którym Sepúlveda przedstawia cztery warunki, od których miały zależeć słuszność lub bezprawie rozpoczęcia działań wojennych, i Demokrates Drugi, odnoszący się bezpośrednio do konkwisty Nowego Świata.
Pomiędzy jego licznymi publikacjami historycznymi, wynikającymi też z pracy kronikarza na kastylijskim dworze królewskim, na szczególną uwagę zasługuje Kronika Karola V. Dzieło to składa się łącznie z 15-stu obszernych tomów i opisuje dzieje imperium hiszpańskiego od jego mitycznych początków aż do połowy XVI wieku. Faktem jest, że było ono pierwszą tak wyczerpującego i wiarygodną tego typu publikacją historyczną, chociaż dokonania Karola V, zleceniodawcy kroniki, są wyraźnie hiperbolizowane.
Natomiast, jeśli chodzi o dzieła przetłumaczone przez Sepúlvedę, niezaprzeczalnie na pierwszej pozycji znajduje się Etyka Arystotelesa, z którą zaczął pracę w 1534. Przetłumaczenie całości tekstu najpierw na łacinę, a następnie na kastylijski, zajęło mu sporo lat życia. Niemniej jednak w ich rezultacie otrzymał starannie przygotowaną wersję wraz z licznymi komentarzami uzupełniającymi lekturę, a wersja ta zyskała szerokie uznanie wśród ówczesnych humanistów.
Na koniec, warto dodać, że wiele z dzieł Sepúlvedy zostało opublikowanych po raz pierwszy dopiero w wieku XVIII, XIX i czasami nawet XX. Najlepszym tego przykładem jest jedno z najbardziej znanych obecnie dzieł Sepúlvedy, Demokrates Drugi, który doczekał się swojej pierwszej pełnej publikacji dopiero w 1892, chociaż napisany został po kontrowersji w Valladolid w 1552 r.

### Dzieła

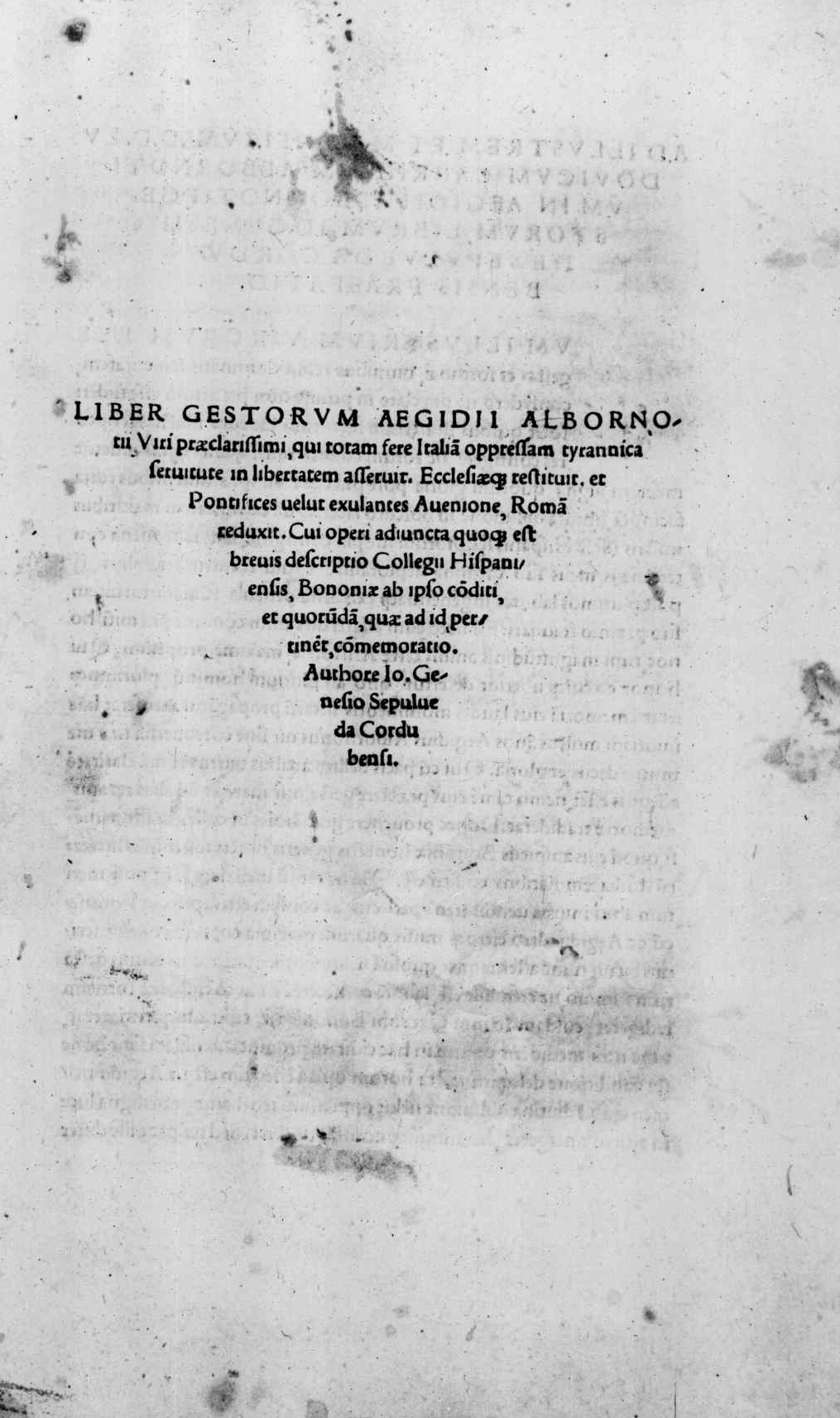
Liber gestorum Aegidii Albornotii, 1521

- Liber gestorum Aegidii Albornotii, Bolonia 1521
- De fato contra Luterum, Roma 1526.
- Ad Carolum V ut bellum suscipiat in Turcas, Bolonia 1529.
- Antapologia pro Alberto Pio in Erasmum Roterodamum, Paryż 1532.
- Dialogus de convenientia militaris disciplinae cum christiana religione, qui inscribitur Democrates, [ Demokrates I], Rzym 1535.
- Dialogus de ratione dicendi testimonium in causis occultorum criminum, qui inscribitur Theophilus, Valladolid 1538.
- Apologia pro libro de iustis belli causis, Rzym 1550.
- De rebus gestis Caroli quinti imperatoris et regis Hispaniae accurante Regia Historiae Academia, Madryt 1780.
- De rebus hispanorum gestis ad novum orbem Mexicumque accurante Regia Historiae Academia, Madryt 1780.
- Proposiciones temerarias, escandalosas y heréticas que notó el doctor Sepúlveda en el libro de la conquista de Indias, que Fray Bartolomé de las casas, obispo que fue de Chiappa, hizo imprimir sin licencia en Sevilla, año 1552, Madrid 1879.
- Democrates alter, [Demokrates II], Madryt 1892 (wydanie dwujęzyczne Marcelina Menéndez Pelayo;).
- Hechos de los españoles en el Nuevo Mundo y Méjico, Valladolid 1976 .
- Historia del nuevo mundo, Madryt 1987.